# Vítonice (okres Kroměříž)
Obec Vítonice se nachází v okrese Kroměříž ve Zlínském kraji. Žije zde 398 obyvatel.

## Název
Na vesnici bylo přeneseno původní pojmenování jejích obyvatel Vítonici, které bylo odvozeno od osobního jména Vítoň (což byla domácká podoba jména Vít) a znamenalo "Vítoňovi lidé".

## Historie
První písemná zmínka o obci pochází z roku 1141 (Zdíkova listina), z roku 1381 je zápis v zemských deskách olomouckých.

## Obyvatelstvo

### Struktura
Vývoj počtu obyvatel za celou obec i za jeho jednotlivé části uvádí tabulka níže, ve které se zobrazuje i příslušnost jednotlivých částí k obci či následné odtržení.
| Místní části   | Místní části  | 1869 | 1880 | 1890 | 1900 | 1910 | 1921 | 1930 | 1950 | 1961 | 1970 | 1980 | 1991 | 2001 | 2011 |
| -------------- | ------------- | ---- | ---- | ---- | ---- | ---- | ---- | ---- | ---- | ---- | ---- | ---- | ---- | ---- | ---- |
| Počet obyvatel | část Vítonice | 501  | 673  | 592  | 589  | 607  | 610  | 641  | 551  | 605  | 578  | 536  | 496  | 471  | 434  |
| Počet domů     | část Vítonice | 107  | 119  | 119  | 122  | 118  | 120  | 122  | 136  | 130  | 137  | 135  | 152  | 152  | 147  |

## Pamětihodnosti
- Kostel svatého Cyrila a Metoděje z 2. poloviny 19. století
- Pískovcový krucifix – tzv. „Zelený kříž“ z roku 1793
- Kaplička v lesíku „Na Větřáku“
- Socha Panny Marie
- Pomník padlých v 1. světové válce

## Doprava
Dopravu do obce zajišťují autobusové spoje.

## Ocenění obce
Obec získala v roce 2017 ocenění „modrá stuha za společenský život“ v rámci soutěže Vesnice roku.

## Galerie

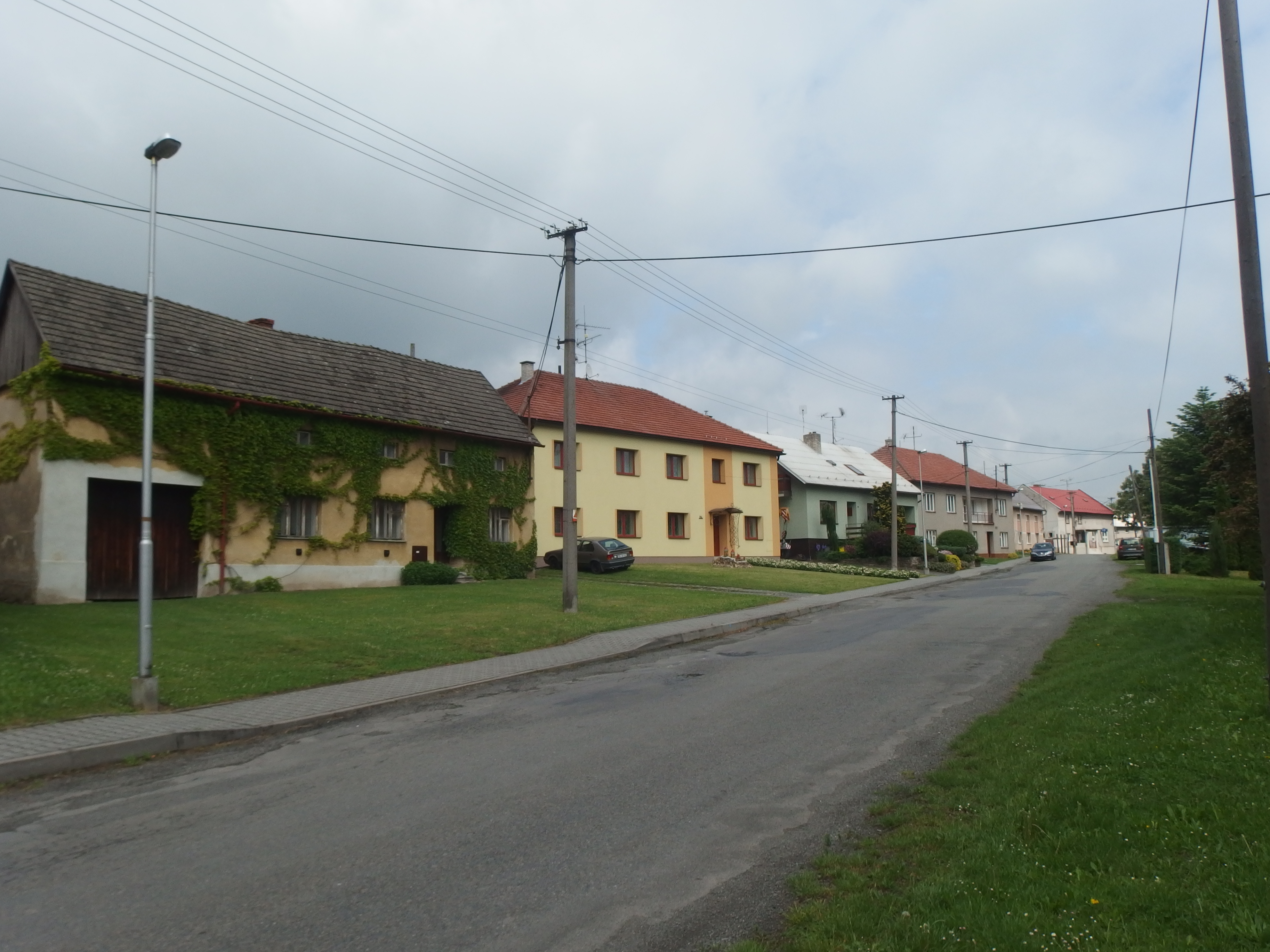
Ulice u kostela
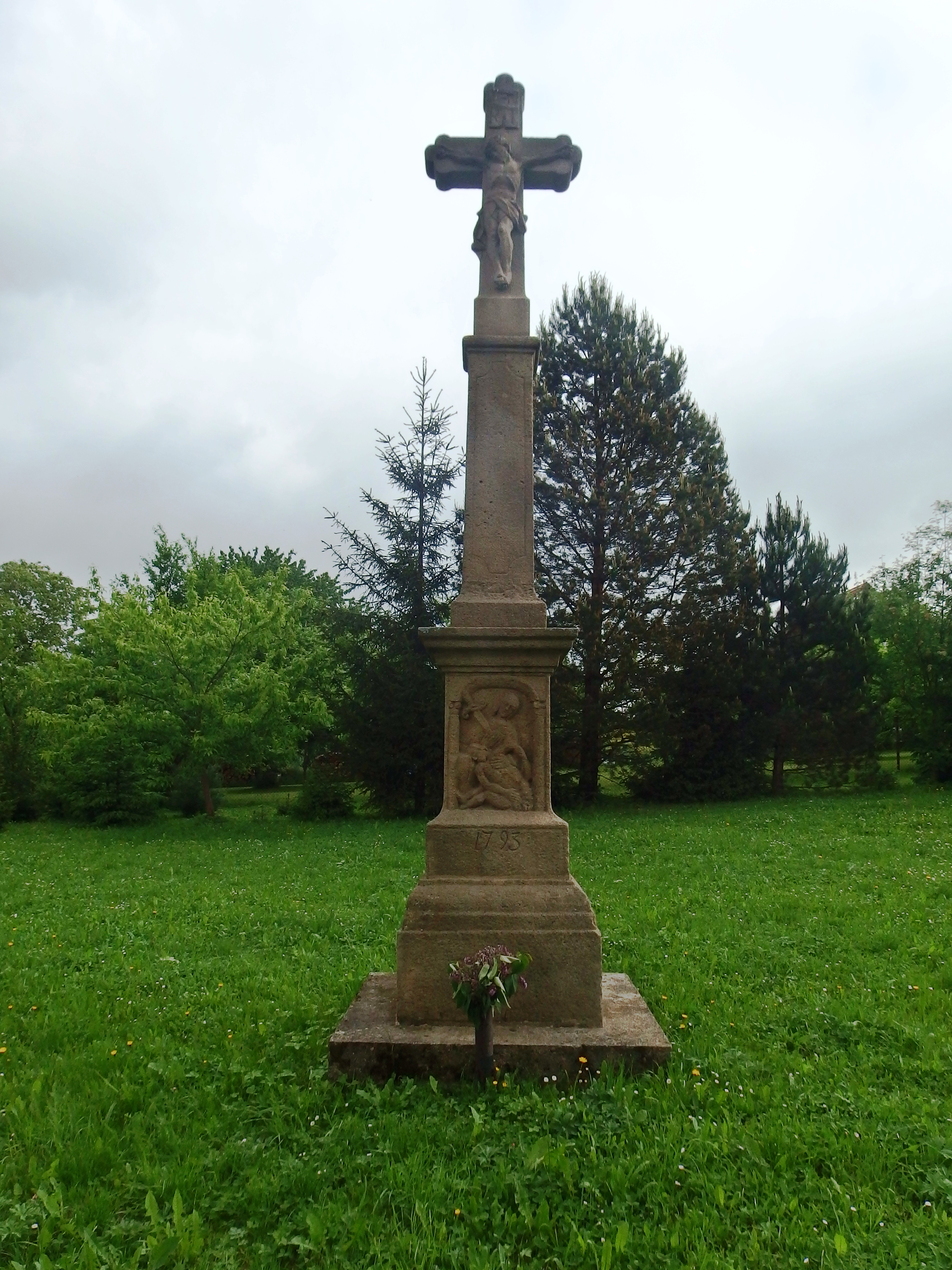
Tzv. Zelený kříž
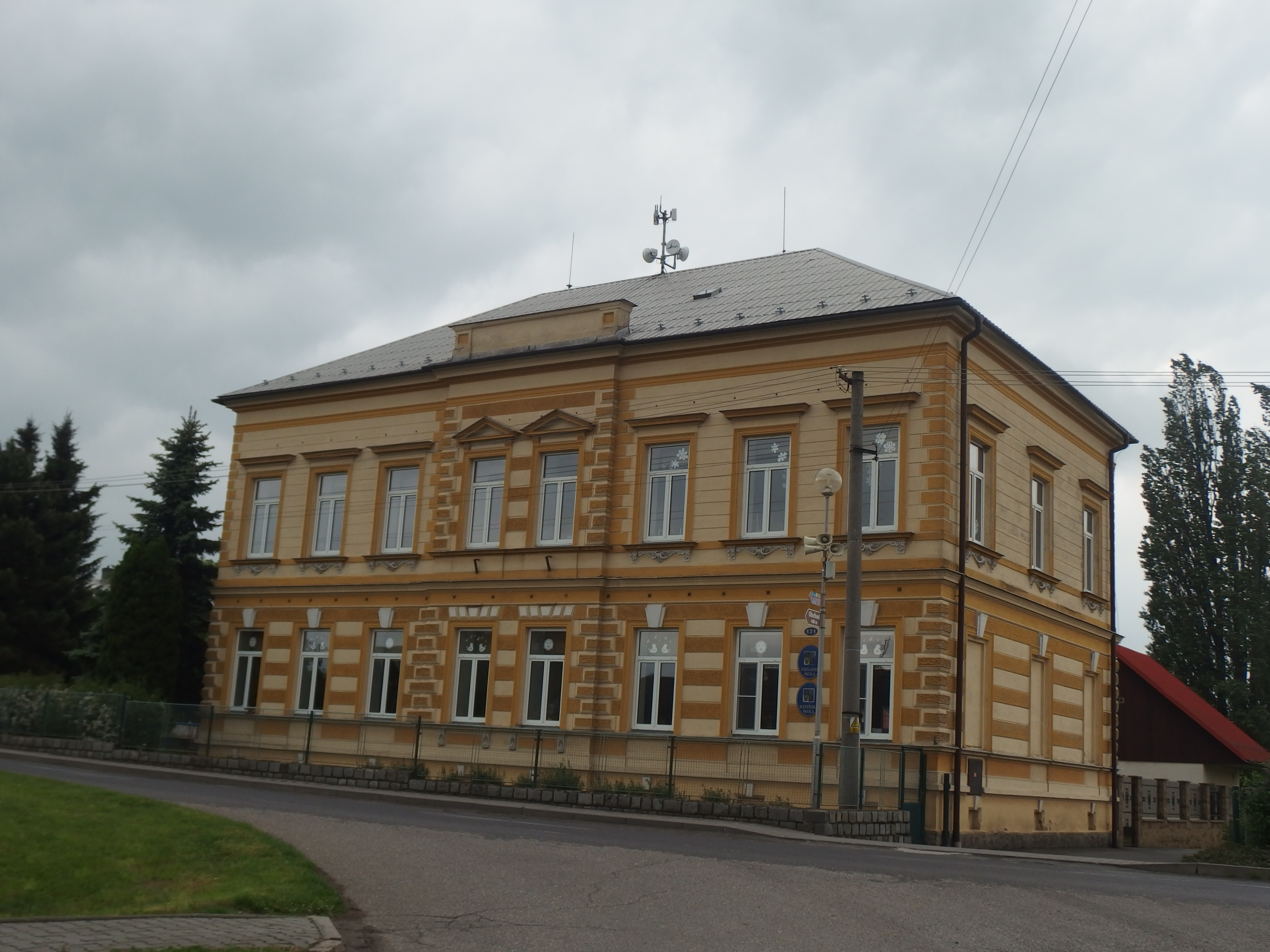
Škola
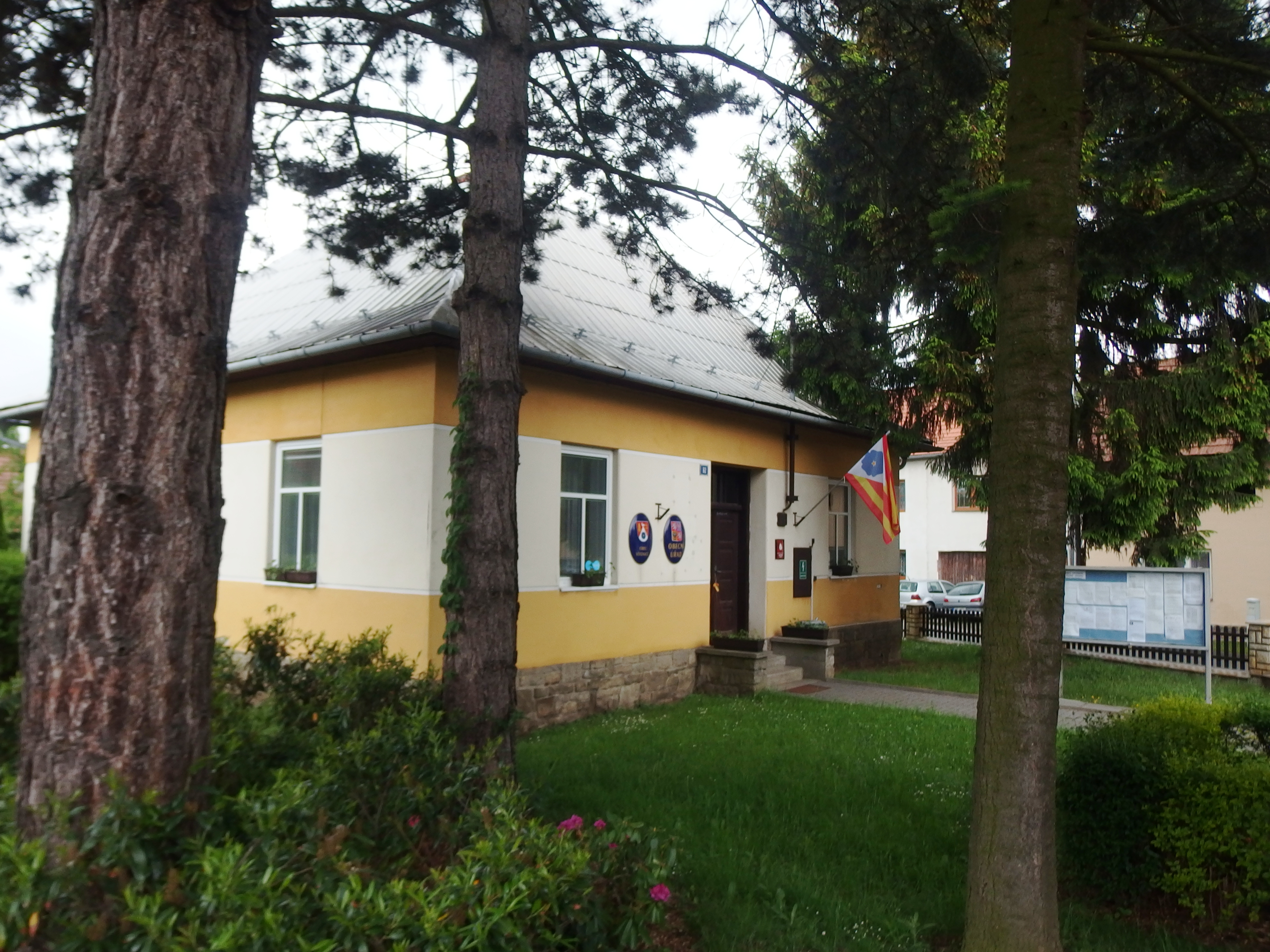
Obecní úřad